# Parlamentswahl in Belgien 1978
- KPB/PCB: 4
- PSB: 31
- PSB(LUX): 1
- BSP: 26
- FDF-RW: 11
- PVV: 22
- PRLW: 15
- PSC: 25
- CVP: 57
- RW: 4
- VU: 14
- VB: 1
- RAD/UDRT: 1

Die vorgezogene Wahl zum belgischen Parlament 1978 wurde am 17. Dezember 1978 abgehalten. Zur Wahl standen die 212 Mitglieder der Abgeordnetenkammer und die 106 direkt gewählten von insgesamt 185 Mitgliedern des Senats.

## Vorgeschichte
Nach der Parlamentswahl 1977 bildete Leo Tindemans eine 5-Parteienregierung bestehend aus flämischen (CVP) und wallonischen Christdemokraten (PSC), Sozialisten (PSB-BSP), der FDF einer frankophone Regionalpartei der Brüsseler Region und der flämisch-nationalistischen VU. Die Regierungsparteien hatten sich 1977 auf den Egmontpakt, der eine Aufteilung Belgiens in drei Regionen und eine stärkere Föderalisierung vorsah, geeinigt. Eine Sonderregelung für Französisch sprechende Einwohner von mehrheitlich flämischsprachigen Gemeinden in der Umgebung Brüssels stieß jedoch auf den Widerstand flämischer Abgeordneter. Als der Staatsrat juristische Bedenken zu einigen Klauseln des Egmontpaktes äußerte forderten Abgeordnete von Tindemans’ CVP eine Überarbeitung des Vertrages. Tindemans trat daraufhin am 11. Oktober 1978 zurück und König Baudouin setzte Neuwahlen für den 17. Dezember 1978 an. Bis dahin amtierte eine Übergangsregierung unter Führung von Paul Vanden Boeynants (PSC), die sich auf dieselben fünf Parteien wie ihre Vorgängerin stützte.

## Kammer (Unterhaus)

### Parteien
Die hohe Wahlbeteiligung von über 90 % verdankte sich der in Belgien geltenden Wahlpflicht.

### Ergebnisse
Es errangen 13 Parteien Sitze in der Abgeordnetenkammer.
Die regierenden Christdemokraten konnten Sitze hinzugewinnen., Die flämischen Christdemokraten (CVP) gewannen trotz geringer Stimmverluste einen zusätzlichen Sitz, ihre wallonische Schwesterpartei (PSC) gewann gleichfalls einen zusätzlichen Sitz.
Die ebenfalls an der Regierung beteiligten Sozialisten büßten Mandate ein. Die wallonische PSB verlor drei Sitze, die flämische BSP verlor einen Sitz.
Die flämischen Liberalen (PVV) gewannen fünf zusätzliche Sitze, die wallonische Liberalen (PRLW) verbesserten sich um 1,2 % verloren jedoch einen Sitz. Die Kommunisten (KPB/PCB) verdoppelten die Zahl ihrer Mandate auf vier.
Von den Regionalparteien waren die flämischen Nationalisten der VU, die den Egmontpakt unterstützt hatten, die klaren Verlierer. Die VU verlor sechs Sitze. Der von VU abgespaltene Vlaams Blok (VB), der sich auf die Gegner des Egmontpaktes stütze, errang einen Sitz. Die frankophone FDF und der Rassemblement Wallon (RW) hielten ihre Sitze, die erstmals angetretene RAD/UDRT, die die Interessen von Selbständigen und Freiberuflern vertrat, errang ein Mandat.
Das amtliche Endergebnis:
| Wahlberechtigte    | 6.366.655 |         |           |       |           |
| abgegebene Stimmen | 6.042.689 | 94,91 % |           |       |           |
| gültige Stimmen    | 5.535.631 | 91,61 % |           |       |           |
|                    | Stimmen   | Anteil  | ± zu 1977 | Sitze | ± zu 1977 |
| CVP                | 1.447.112 | 26,14 % | −0,06 %   | 57    | +1        |
| PSB                | 689.876   | 12,46 % | −0,95 %   | 31    | −3        |
| BSP                | 684.976   | 12,37 % | −0,64 %   | 26    | −1        |
| PVV                | 573.387   | 10,36 % | +1,82 %   | 22    | +5        |
| PSC                | 560.440   | 10,12 % | +2,83 %   | 25    | +1        |
| VU                 | 388.762   | 7,02 %  | −3,02 %   | 14    | −6        |
| FDF-RW             | 259.019   | 4,68 %  | −0,04 %   | 11    | ±0        |
| PRLW               | 256.685   | 4,64 %  | +1,21 %   | 15    | −1        |
| KPB/PCB            | 180.234   | 3,26 %  | +1,47 %   | 4     | +2        |
| RW                 | 128.153   | 2,32 %  | −0,06 %   | 4     | ±0        |
| VB                 | 75.635    | 1,37 %  | +1,37 %   | 1     | +1        |
| RAD/UDRT           | 48.616    | 0,88 %  | +0,88 %   | 1     | +1        |
| PSB(LUX)           | 30.222    | 0,55 %  | +0,55 %   | 1     | +1        |
| PSB-RW             | –         | –       | −0,60 %   | –     | −1        |

1. ↑  Bei der Wahl 1978 PSB; bei der Wahl 1997 BSP/PSB in Brabant PSB für das Resultat 1977 wurden PSB und BSP/PSB addiert
2. ↑  Für 1977 wurden die Ergebnisse von KPB/PCB und PCB addiert
3. ↑  Bei der Wahl 1977 nicht kandidiert
4. ↑  Bei der Wahl 1977 nicht kandidiert
5. ↑  Bei der Wahl 1978 nur in der Provinz Luxemburg in den anderen französischsprachigen Provinzen als PSB; 1977 nicht kandidiert in Luxemburg trat eine gemeinsame Liste von PSB und RW an
6. ↑  Bei der Wahl 1977 in der Provinz Luxemburg gemeinsame Liste PSB-RW; bei der Wahl 1978 traten in der Provinz Luxemburg getrennte Listen PSB(LUX) und RW an

## Senat (Oberhaus)
Neben den Kammer-Abgeordneten wurden auch 106, von insgesamt 185 Senatoren, direkt gewählt.
Bei der Senatswahl gewannen die Christdemokratischen Parteien (CVP und PSC) je einen Senatssitz hinzu, die Sozialisten (PSB, PSB(LUX) und BSPP) hielten ihre Sitze und die Liberalen (PVV und PRLW-PL) stellten eine zusätzlichen Senator. Die VU verlor drei Mandate, die FDF gewann ein Mandate, der RW stellt weiterhin zwei Senatoren, die Kommunisten verteidigten ihren Sitz im Senat.

### Ergebnisse
Insgesamt elf Parteien wurden in den Senat gewählt.
Das amtliche Endergebnis:
| Wahlberechtigte    | 6.366.655 |         |           |       |           |
| abgegebene Stimmen | 6.044.545 | 94,94 % |           |       |           |
| gültige Stimmen    | 5.479.246 | 90,65 % |           |       |           |
|                    | Stimmen   | Anteil  | ± zu 1977 | Sitze | ± zu 1977 |
| CVP                | 1.420.777 | 25,93 % | −0,25 %   | 29    | +1        |
| PSB                | 685.307   | 12,51 % | −1,18 %   | 17    | −2        |
| BSP                | 678.776   | 12,39 % | −0,36 %   | 13    | +1        |
| PVV                | 572.535   | 10,45 % | +1,90 %   | 11    | +2        |
| PSC                | 535.939   | 9,78 %  | +0,32 %   | 12    | +1        |
| VU                 | 384.562   | 7,02 %  | −3,17 %   | 7     | −3        |
| PRLW-PL            | 330.155   | 6,03 %  | +0,31 %   | 6     | −1        |
| FDF-RW             | 266.713   | 4,87 %  | +0,41 %   | 7     | +1        |
| KPB/PCB            | 182.711   | 3,33 %  | +1,38 %   | 1     | ±0        |
| RW                 | 123.794   | 2,26 %  | −0,61 %   | 2     | ±0        |
| PSB(LUX)           | 30.837    | 0,56 %  | +0,56 %   | 1     | +1        |
| PSB-RW             | –         | –       | −0,61 %   | –     | −1        |

1. ↑  Bei der Wahl 1978 in der Provinz Luxemburg als PSB(LUX) diese Stimmen sind separat aufgeführt
2. ↑  Bei der Wahl 1978 PRLW-PL, bei der Wahl 1977 PRLW
3. ↑  Bei der Wahl 1978 FDF-RW, bei der Wahl 1977 FDF
4. ↑  Bei der Wahl 1978 FPB/PCB, bei der Wahl 1977 KPB-PCB
5. ↑  Bei der Wahl 1978 nur in der Provinz Luxemburg; 1977 nicht kandidiert in Luxemburg trat eine gemeinsame Liste von PSB und RW an
6. ↑  Bei der Wahl 1977 in der Provinz Luxemburg gemeinsame Liste PSB-RW; bei der Wahl 1978 traten in der Provinz Luxemburg getrennte Listen PSB(LUX) und RW an

## Regierungsbildung
Die neue Regierung von Premierminister Wilfried Martens (CVP) setzte sich aus fünf Parteien zusammen, den Christdemokraten (CVP und PSC) und den Sozialisten (PSB und BSP), die schon der alten Regierung angehörten. Die VU schied aus der Regierung aus und wurde von der FDF ersetzt.